# インバースネット
インバースネット株式会社は、中古OA機器の買取・販売、ならびにBTOパソコンの製造・販売を行っている日本の企業。

## 概要
ヤマダホールディングス（旧・ヤマダ電機）の子会社で、主に中古OA機器の買取・販売を、法人・個人向けに行っている。OA機器のほかにも、貴金属類や呉服などの買取、法人向けにパソコンレンタルも行っている。元々は通信機器のスクラップ処理業者だったため、廃棄物の処理業も行っている。
店舗事業では、中古パソコンショップ「ショップインバース」を全国に7店舗運営している。
2013年より「FRONTIER」ブランドのBTOパソコンの取り扱いを開始している。BTO部門はFRONTIERブランドを手がけていたKOUZIRO（法人格はヤマダ電機に吸収合併）の本社のあった山口県柳井市の本社・工場を「山口事業所」としてそのまま引き継いでおり、通信販売は同所で受注・発送を行なっている。

## 沿革
- 1947年2月 - 東京都港区田村町に光電気工業として創業。
- 1951年12月 - 品川区東中延に光金属工業株式会社を設立。
- 1962年12月 - 大田区南雪谷に移転し、新光金属工業株式会社に改称。
- 1968年3月 - 栃木県烏山町に解体工場を開設。
- 1983年1月 - 中古品の販売を始める。以降、全国に拠点を広げる。
- 2000年3月 - 社名をインバースネット株式会社に改称。
- 2003年7月 - 株式会社ヤマダ電機と業務提携。
- 2003年12月 - 株式会社ヤマダ電機と資本提携。
- 2004年8月 - 本社を横浜市の現在地に移転。
- 2013年7月 - ヤマダ電機の完全子会社のKOUZIROからFRONTIERブランドのPC事業を継承。
- 2021年2月 - ヤマダHDの完全子会社ヤマダ環境資源開発ホールディングスの子会社に再編される。

## テレビ番組
- 日経スペシャル ガイアの夜明け もう中古とは呼ばせない（2003年11月25日、テレビ東京）[1]。